# 巴邦塔讷
巴邦塔讷（法語：Barbentane，法語發音：[baʁbɑ̃tan]）是法国普罗旺斯-阿尔卑斯-蓝色海岸大区罗讷河口省的一个市镇，属于阿尔勒区。

## 地理
巴邦塔讷（43°53'58"N, 4°44'52"E）面积27.13 平方千米，位于罗讷河与迪朗斯河的交汇处。
与巴邦塔讷接壤的市镇（或旧市镇、城区）包括：布尔邦、格拉沃松、罗尼奥纳、塔拉斯孔、莱桑格勒、阿拉蒙、亞維農。
巴邦塔讷的时区为UTC+01:00、UTC+02:00（夏令时）。

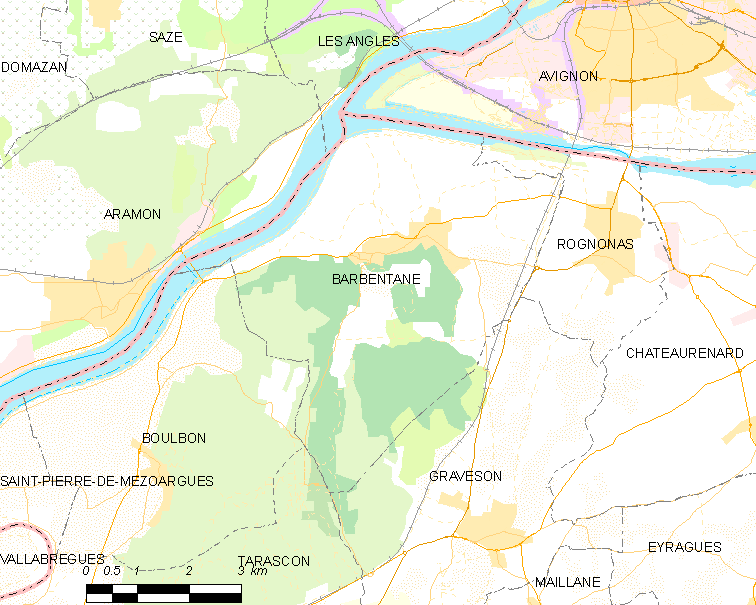
巴邦塔讷的OSM定位图

## 行政
巴邦塔讷的邮政编码为13570，INSEE市镇编码为13010。

## 政治
巴邦塔讷所属的省级选区为沙托勒纳尔县。

## 人口

1962-2008年间巴邦塔讷人口变化图示

巴邦塔讷于2022年1月1日时的人口数量为4262人。

## 友好城市
- 瑞士 薩永